# Ster (czasopismo 1940–1944)
Ster – ilustrowany polskojęzyczny miesięcznik wydawany w Krakowie pod okupacją niemiecką. 
Było to powszechne i obligatoryjne czasopismo dla młodzieży szkół powszechnych, redagowane przez kolaboranta Feliksa Burdeckiego, wydawane w latach 1940–1944 przez Wydział Nauki Wychowania i Oświaty Ludowej przy rządzie Generalnego Gubernatorstwa w Krakowie. Miesięcznikiem „Ster” zastąpiono podręczniki szkolne do nauki języka polskiego.
W okresie okupacji niemieckiej wychodziło również pismo „Mały Ster” przeznaczone dla uczniów szkół powszechnych z klas 1. i 2. Pisma te zastąpiły wydawany do 1939 roku „Płomyczek”.